# Novi Grad
Novi Grad je naselje v Občini Sevnica. Naselje je ime dobilo po dvorcu Novi Grad (Hof Obererkenstein), ki je bil pozidan v 17. stol. iz ruševin starega gradu (Alt Obererckenstein). Po Valvasorju je stari grad pogorel in del gradu se je zaradi erozije celo porušil v Savo.